# 2007年—2008年美国编剧协会大罢工

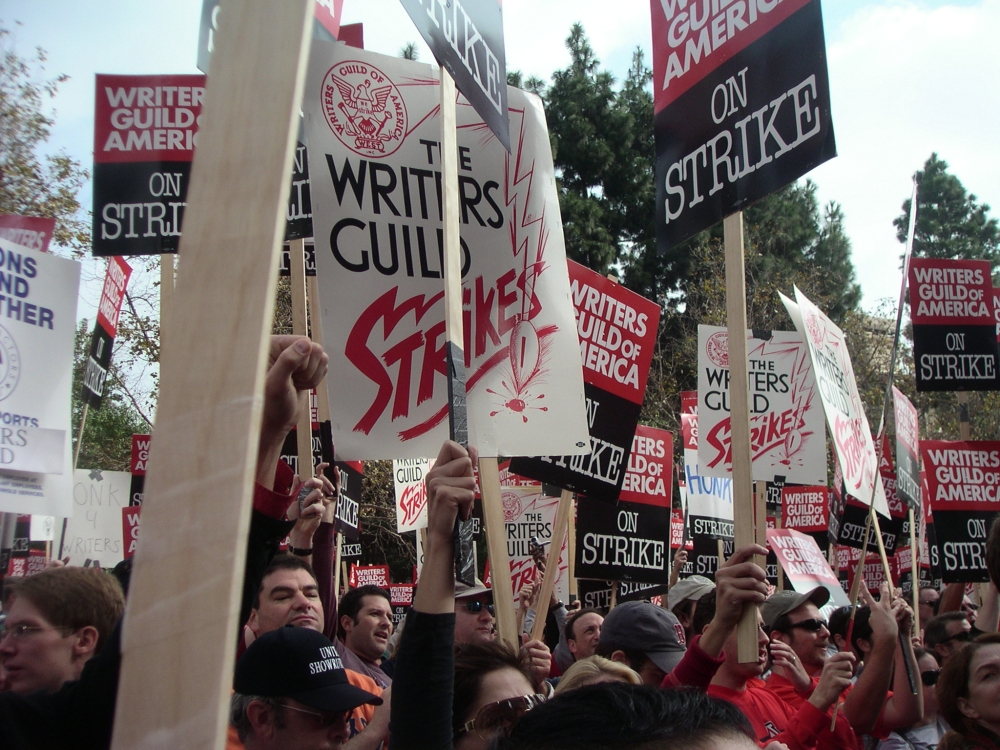
罢工的编剧和支持者在洛杉矶遊行

2007年至2008年美國編劇協會大罷工是由美国东部编剧协会（WGAE）与美国西部编剧协会（WGAW）发起的一场因编剧收入问题的罢工，开始于2007年11月5日，结束于2008年2月12日。
罷工的解決方案尚不清楚：雖然他們失去了短期交易，但根據 DGA 在罷工期間達成的交易，他們收到了分銷商數字分銷總額的新百分比付款。

## 背景
美国东部编剧协会和美国西部编剧协会是兩个工会组织，代表着在美国娱乐及新闻界为电影、广播、电视以及新媒体领域有贡献的编剧们。此次罢工对抗的是影视制片人联盟，该组织代表350位电影制片人以及电视制片人（包括工作室、广播网络、电视网络以及独立制片人），为八十种电影电视界的纠纷进行协商。有超过12000名编剧参加了罢工活动。

## 開始
编剧协会声称，这次罢工活动将是一场“马拉松”式的罢工。影视制片人联盟的谈判代表尼克·康特表示如果罢工继续下去，那么就无法恢复谈判，“当枪口指着我们的头的时候，我们无法进行谈判——这样做是愚蠢的”。

## 結束
2008年2月12日时，罢工正式结束，共持续了100天。而上一次在1988年的罢工工潮持续了21周零6天（153天）；保守計算，美国娱乐界至少损失5亿美元，而損失則超過1988年。

## 另見
- 好萊塢歷年罷工列表（英语），而歷次罷工者不僅是编剧
  - 1960年美国编剧协会大罢工（英语）
  - 1981年美国编剧协会大罢工（英语）
  - 1988年美国编剧协会大罢工（英语）
  - 2023年美国编剧协会大罢工—2023年美國演員工會大罷工（英语）